# Conrad Emil Lindberg
Conrad Emil Lindberg, född den 9 juni 1852 i Jönköping, död den 2 augusti 1930, var en svensk-amerikansk teolog.
Lindberg överflyttade till Amerika 1871. Han avlade teologiska examina vid Augustana teologiska seminarium och vid Philadelphia teologiska seminarium, prästvigdes 1874 och tjänstgjorde som föreståndare för en svensk luthersk församling i New York 1879-90. År 1890 blev han teologie professor vid Augustana teologiska seminarium i Rock Island, Illinois. Han var vice preses i Augustanasynoden 1899-1907 och vice president för Augustana College 1901-10. Han blev teologie doktor 1893 och juris utriusque doktor 1910. Lindberg författade bland annat Om dopet (1890), Syllabus i konstruktiv luthersk kyrkorättslära (1897) och Dogmatik och dogmhistoria (1898). Han redigerade under tre år "Augustana theological quarterly".